# Blohm & Voss Ha 139
El Blohm & Voss Ha 139 fue un hidroavión postal de largo alcance. Con sus cuatro motores el  Ha 139 fue uno de los hidroaviones más grandes de todos los que se construyeron en su tiempo. Un desarrollo posterior del Ha 139 llevó a la versión basada en tierra Blohm & Voss BV 142, que realizó su primer vuelo en octubre de 1938.

## Historia y diseño
En 1935 la aerolínea Deutsche Luft Hansa AG publicó las especificaciones que necesitaba para un hidroavión capaz de servir en sus futuras rutas de correo sobre el Atlántico Norte. Se solicitaba un aparato capaz de despegar y amarar en aguas abiertas y que pudiera ser catapultado, además se indicaba que debía ser capaz de transportar como mínimo una carga útil de 500 kg y alcanzar una velocidad de crucero de 250 km/h. Hamburger Flugzeugbau empresa subsidiaria de Blohm und Voss, presentó varios diseños, entre ellos el denominado proyecto P.15, que dio lugar más tarde a un pedido de tres prototipos.
Totalmente metálico con una configuración de alas de gaviota invertida [véase Gull wing (en inglés)]. Los motores interiores (los más cercanos a la implantación de las alas en el fuselaje) se montaron en la unión entre las secciones anedral y diedral del ala, con un motor justo encima de cada pilón de soporte de cada flotador. La planta propulsora elegida fue el motor diésel Junkers Jumo 205 ; esta planta motriz había sido desarrollada para consumir un 25% menos de carburante que los motores de explosión de similar potencia.
El prototipo, Ha 139 V1, realizó su primer vuelo en el otoño de 1936; en marzo de 1937 se entregaron los dos primeros ejemplares, que hasta agosto de ese año fueron utilizados por Luft Hansa en vuelos de evaluación sobre el Atlántico, volando entre Nueva York y las Azores. Estas evaluaciones, que duraron hasta noviembre, revelaron algunos problemas de inestabilidad direccional, que se subsanaron instalando una deriva y un timón de dirección agrandados. También era necesario una mejor refrigeración de los motores, por lo que se instalaron radiadores subalares. Se realizaron más pruebas entre julio y octubre de 1938, junto con ensayos sobre el tercer prototipo, Ha 139 V3; se trataba de una versión más grande y pesada del avión, con los motores montados más abajo en las alas.

## Historia operacional

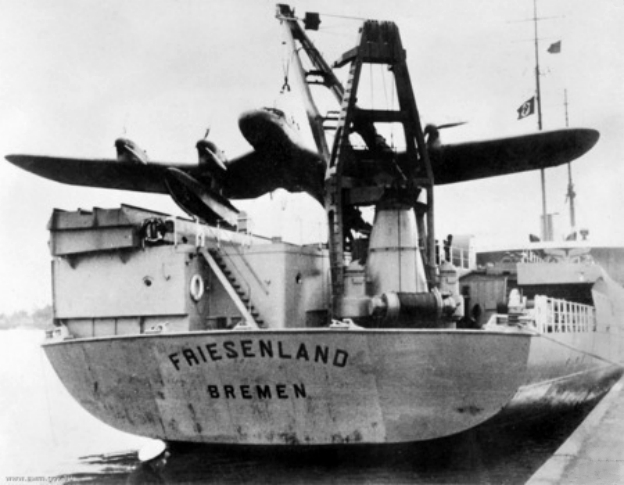
Ha 139 a bordo del buque-estación MS Friesenland

Los aviones fueron usados por Deutsche Luft Hansa en vuelos de calibración para posibles rutas transatlánticas entre 1937 y 1938, principalmente en vuelos entre Horta, Azores y Nueva York; más tarde, al no establecerse acuerdos entre las administraciones alemana y estadounidense para la implantación de dicha ruta fueron transferidos, y cubrieron la ruta del Atlántico Sur entre Bathurst, Gambia y Natal / Recife en el Brasil. Lanzados mediante catapultas accionadas mediante aire comprimido Heinkel K7 desde los buques-estación Friesenland y Schwabenland estos aviones eran capaces de transportar 500 kg de correo a través de una distancia de hasta 5000 km.
Cuando estalló la Segunda Guerra Mundial, los aviones y sus tripulaciones se integraron en la Luftwaffe. Los dos primeros fueron utilizados como transporte de tropas durante la Campaña de Noruega, como Ha 139A. El tercer prototipo tuvo una carrera militar más variada, aunque corta como Ha 139B. Fue originalmente reconvertido como un avión de reconocimiento Ha 139V3 / U1. En esta versión tenía un morro acristalado más largo donde se alojaba un observador, y superficies verticales de cola mayores y estaba armado con cuatro ametralladoras. Fue modificado de nuevo para actuar como dragaminas (Minensuch) esta vez como Ha 139B/MS, por lo que se le instaló un anillo de desmagnetización activado por un generador de campo y se retiraron las armas.
Ninguno de los tres aviones permaneció en servicio durante mucho tiempo, siendo pronto retirados por la falta de repuestos. Los planes para una versión de bombardero (Blohm & Voss Ha 140) no llegaron a buen término, aunque un avión terrestre basado en el mismo diseño fue construido, como Blohm & Voss BV 142 .

## Variantes
Fuente: Aviones del Tercer Reich
Projekt 15

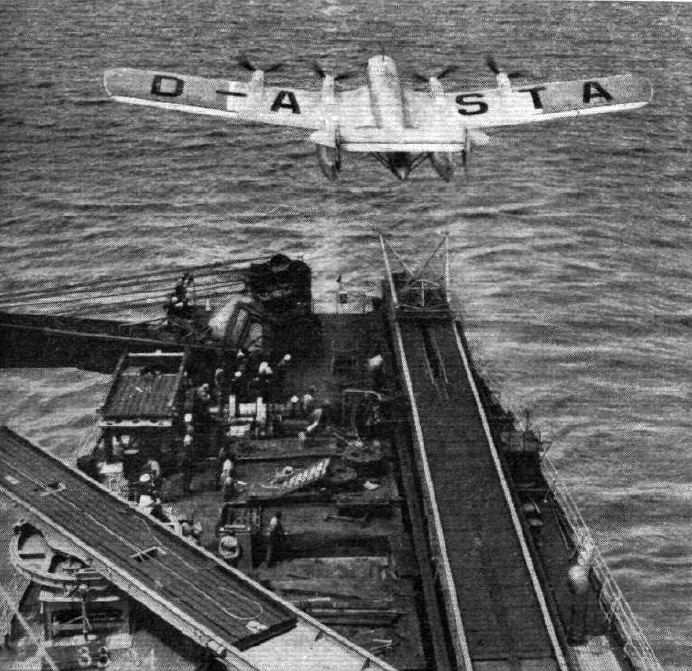
El Ha 139 Nordstern despegando desde el Friesenland en 1938

- Hidroavión de correo lanzado por catapulta para Deutsche Luft Hansa (DLH); se convirtió en el Ha 139

Projekt 20
Bombardero de reconocimiento derivado del Projekt 15 presentado al Reichsluftfahrtministerium (RLM) , pero generó poco interés.
Ha 139 V1 (Ha 139A)
Nombrado Nordwind matrícula: D-AJEY - Primero de dos prototipos
Ha 139 V2 (Ha 139A)
Nombrado Nordmeer - Segundo prototipo
Ha 139 V3
Nombrado Nordstern matrícula: D-ASTA - Tercer prototipo con una envergadura más larga, una mayor superficie alar y soportes de motor modificados.
Ha 139B
El Ha 139 V3 renominado cuando entró en servicio con DLH.
Ha 139B/Umbau
Después de servir con DLH el Ha 139B se modificó para servicios de reconocimiento como Ha 139B/Umbau. Fue dotado de un morro alargado y acristalado que permitía la acogida de un observador y un montaje Ikaria esférico para una ametralladora; otras ametralladoras fueron montadas en la escotilla del techo de cabina y dos soportes laterales a cada lado de la parte trasera del fuselaje.
Ha 139B/MS
El Ha 139B/Umbau fue posteriormente modificado como avión de rastreo de minas equipado con un gran lazo de detección magnética colgada entre la proa, flotadores, puntas de las alas y la cola.

## Especificaciones (Ha 139B/Umbau)

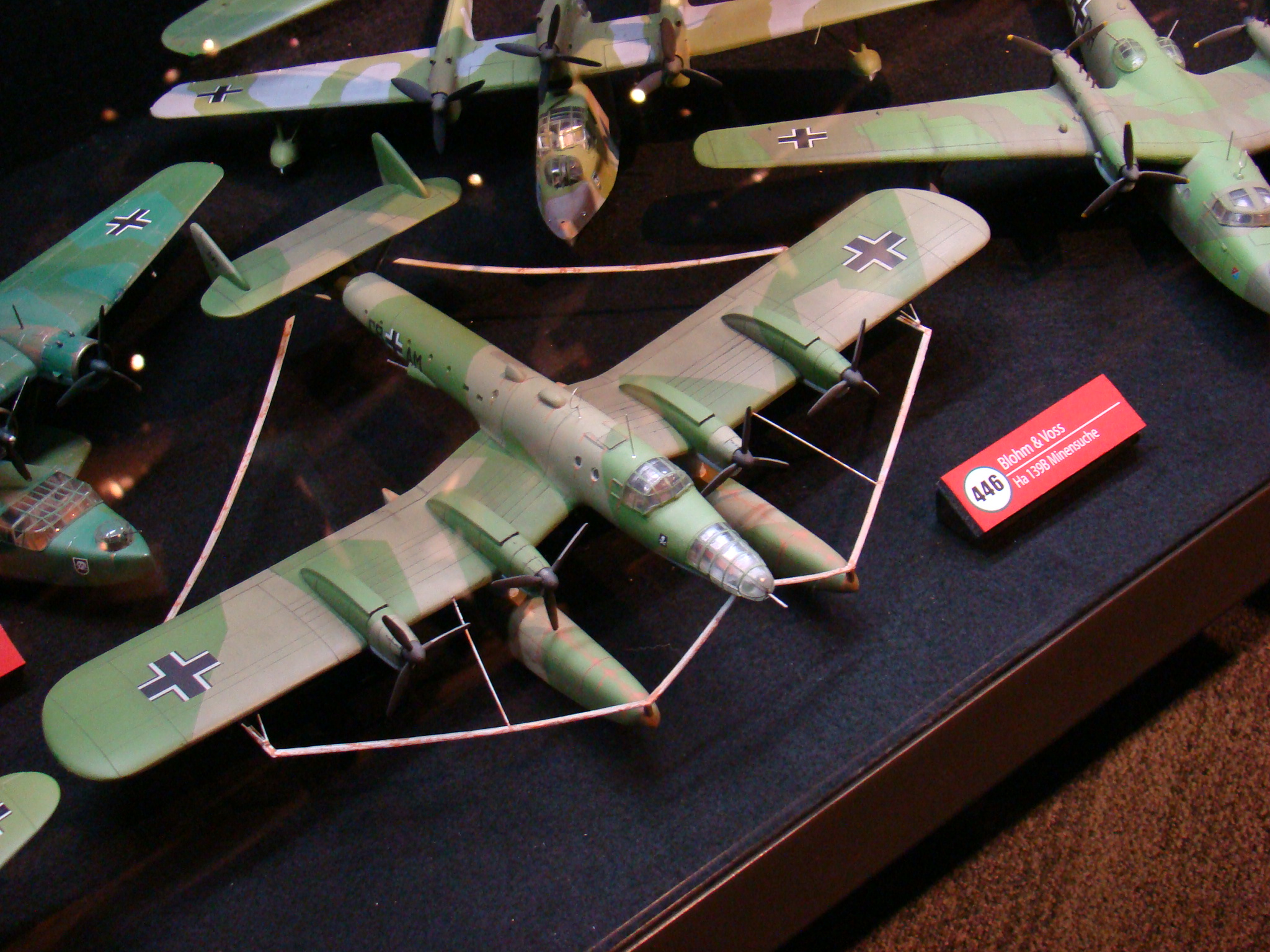
Modelo del HA 139B en configuración Minensuch (dragaminas) en el Museo de Vuelo.

Fuente

### Características generales
- Tripulación: 4-5
- Eslora: 20,07 m
- Envergadura: 29,5 m
- Altura: 4,8 m
- Área del ala: 130 m²
- Peso en vacío: 10 340 kg
- Peso bruto: 19000 kg
- Planta motriz: 4 motores diesel, 6 cilindros opuestos Junkers Jumo 205 , 447 kW (599 CV) unitarios al despegue
- Hélices: metálicas tripalas de paso variable

### Prestaciones
- Velocidad máxima: 288 km/h (179 mph; 156 kn) a 3000 m (9843 pies)
- Velocidad de crucero: 238 km/h (148 mph; 129 kn) (máximo) a 2000 m (6562 pies)
- Económico velocidad de crucero: 200 km/h (124 mph)
- Rango Ferry: 4600 km (2858 mi, 2484 mn) a 238 km/h (148 mph);4950 km (3076 millas) a 200 km/h (124 mph)
- Régimen de ascenso: 2,8 m/s

### Armamento
- (Ha 139V3/U1) 4 x ametralladoras MG 15 7,92 mm (0,312 in) en montajes laterales del fuselaje escalonados en el morro, en posición dorsal y en los laterales.